# Список выпусков телепередачи Top Gear: Australia
Ниже приведён полный список эпизодов телешоу Top Gear: Australia с момента её запуска в 2008 году на SBS один, и его последующего перехода к Nine Network в 2010 году. По состоянию на 26 октября 2010 года, вышло 18 серий в двух сезонах, и снимается третий сезон и плюс один специальный. Ведущие на нынешний момент Стивом Писсати , Шейн Джекобсон, Юэн Пэйдж и Стиг .
| Сезон | Серий | Время показа                      |
| ----- | ----- | --------------------------------- |
| 1     | 8     | 29 сентября 2008 — 17 ноября 2008 |
| 2     | 8     | 11 мая 2009 — 29 июня 2009        |
| 3     | 4     | 28 сентября 2010 — 2 ноября 2010  |
| 4     | 6     | 30 августа 2011 — 3 октября 2011  |

## Сезоны

### Первый сезон
| # | № общий | Название                | Тестируемые автомобили                               | Состязание                                                                     | Гость программы            | Первый запуск в эфир |
| - | ------- | ----------------------- | ---------------------------------------------------- | ------------------------------------------------------------------------------ | -------------------------- | -------------------- |
| 1 | 1       | «Series 01, Episode 01» | Lamborghini Gallardo LP560-4 • Porsche 997 Carrera S | Гонки на кроссоверах по снегу и пустыне • Акулья клетка                        | Винс Колосимо              | 29 сентября 2008     |
| 2 | 2       | «Series 01, Episode 02» | Holden против Ford • Ford GT RHD                     | Utes at the Super Pit • Smart hearse                                           | Стив Бисли                 | 6 октября 2008       |
| 3 | 3       | «Series 01, Episode 03» | Mercedes-Benz CLK 63 AMG Black Series • BMW X6       | Машины за $500 и гонка на них по Оран Парку.                                   | Джулия Земиро              | 13 октября 2008      |
| 4 | 4       | «Series 01, Episode 04» | HSV W427                                             | GPS против Аборигена с конём • Holden Astra для игры в боулз                   | Джек Томпсон               | 20 октября 2008      |
| 5 | 5       | «Series 01, Episode 05» | Audi R8 • BMW 135i                                   | Машина-амфибия из старой Audi • Трактор едет за покупками                      | Шэннон Нолл                | 27 октября 2008      |
| 6 | 6       | «Series 01, Episode 06» | Mercedes-Benz SL 63 AMG                              | Большое путешествие на внедорожниках                                           | Джеймс Моррисон            | 3 ноября 2008        |
| 7 | 7       | «Series 01, Episode 07» | Nissan GT-R                                          | Уоррен Браун и Стив Пизатти на Subaru WRX STi соревнуются с военным вертолётом | Джеймс Кортни и Грег Мёрфи | 10 ноября 2008       |
| 8 | 8       | «Series 01, Episode 08» | Holden против Ford 2 раунд, • Jaguar XF              | Aston Martin DB9 vs Lamborghini Gallardo Superleggera vs Porsche 997 Turbo     | Клаудия Кэрван             | 17 ноября 2008       |

### Второй сезон
| # | № общий | Название                | Тестируемые автомобили                                               | Состязание | Гость программы               | Первый запуск в эфир |
| - | ------- | ----------------------- | -------------------------------------------------------------------- | --- | ----------------------------- | -------------------- |
| 1 | 9       | «Series 02, Episode 01» | Mitsubishi Lancer Evolution X                                        | Новый ведущий Джеймс Моррисон тестирует Mitsubishi Lancer Evolution X, а Стив Пизатти против него своем BMW 135i Coupe. | Марк Скайф                    | 11 мая 2009          |
| 2 | 10      | «Series 02, Episode 02» | Walkinshaw HSV Clubsport (Supercharged)                              | Уоррен и Стив строят собственный электромобиль • MightyBoy против Kingswood                                             | Иэн Мосс                      | 18 мая 2009          |
| 3 | 11      | «Series 02, Episode 03» | Maserati GranTurismo S                                               | Классические пикапы Австралии • Prelude против Tarago                                                                   | Ан До                         | 25 мая 2009          |
| 4 | 12      | «Series 02, Episode 04» | Audi RS6 vs. HSV Clubsport R8 Sportwagon • Kia Soul                  | Дрифт на фургончике с мороженым, лимузин Chrysler 300C, гоночный грузовик и пастора на пикапе Ford Falcon XR8.          | Лизель Джонс                  | 1 июня 2009          |
| 5 | 13      | «Series 02, Episode 05» | Elfin T5 vs. Elfin MS8 Streamliner                                   | Бронированные машины - Combi Van против Statesman Series II и против Mini Clubman                                       | Аш-Джи Нельсон                | 8 июня 2009          |
| 6 | 14      | «Series 02, Episode 06» | Pontiac G8 GXP • Nissan 370Z                                         | Газонокосилка из Toyota HiLux • тесты в Лос-Анджелесе собираемого в Австралии Pontiac G8 GXP.                           | Брендан Джонс и Аманда Келлер | 15 июня 2009         |
| 7 | 15      | «Series 02, Episode 07» | Toyota FJ40 Landcruiser vs Nissan Patrol • Sexiest cars              | Smart car и Fiat 500 доставка почты по бездорожью                                                                       | Гарри Свит                    | 22 июня 2009         |
| 8 | 16      | «Series 02, Episode 08» | Ford Falcon GTHO Phase III • Lexus LS 600h L • Mercedes-Benz S-Class | Porsche Cayenne Diesel против лошади                                                                                    | Гайтон Трентли                | 29 июня 2009         |

#### Специальный
| №  | Название                  | Тип                          | Состязание                                         | Гость программы                              | Первый запуск в эфир |
| -- | ------------------------- | ---------------------------- | -------------------------------------------------- | -------------------------------------------- | -------------------- |
| 17 | «Top Gear: Ashes Special» | Встреча с английской троицей | Соперничество Австралийского варианта с Оригиналом | Джереми Кларксон, Ричард Хаммонд, Джеймс Мэй | 28 сентября 2010     |

### Третий сезон
| # | № общий | Название                | Тестируемые автомобили                   | Состязание | Гость программы              | Первый запуск в эфир |
| - | ------- | ----------------------- | ---------------------------------------- | --- | ---------------------------- | -------------------- |
| 1 | 18      | «Series 03, Episode 01» | Morgan Aero SuperSport                   | Ведущие отправляются в большое путешествие по необжитой Австралии до озера Эйр, с лодками на крыше                                              | Лиза МакКюн                  | 19 октября 2010      |
| 2 | 19      | «Series 03, Episode 02» | Chevrolet Corvette ZR1                   | Пейдж пробует проехаться на гоночном Ford Falcon и V8 Supercars по улицам Сиднея, на треке • Ведущие воссоздают «Гонку в небо» в Новой Зеландии | Майкл Кларк                  | 26 октября 2010      |
| 3 | 20      | «Series 03, Episode 03» | Lamborghini Gallardo LP550-2 • Caparo T1 | «Караванинг» • Стив Пиззати развозит пиццу на Lamborghini Gallardo                                                                              | Эндрю Хэнсен и Крейг Рюкассл | 2 Ноября 2010        |

### Четвёртый сезон
| # | № общий | Название                | Тестируемые автомобили           | Состязание | Гость программы                 | Первый запуск в эфир |
| - | ------- | ----------------------- | -------------------------------- | --- | ------------------------------- | -------------------- |
| 1 | 21      | «Series 04, Episode 01» | Volvo S60 T6 • Toyota FJ Cruiser | Ведущие участвуют в ралли • Volvo S60 T6 против Porsche 911 Turbo • Volvo S60 T6 против Audi S4 • V8-для создание боулинго-крикето машины | Andy Lee                        | 30 августа 2011      |
| 2 | 22      | «Series 04, Episode 02» | Redback Spider                   | Audi R8 V10 Spyder и VW Amarok гонка в горах.                                                                                             | Hamish Blake                    | 6 сентября 2011      |
| 3 | 23      | «Series 04, Episode 03» | Chery J1                         | Стив участвует в Драг Рейсинге | Shane Crawford и Wendell Sailor | 13 сентября 2011     |
| 6 | 26      | «Series 04, Episode 06» | Holden FAG                       | Ведущие создают пляжные багги и тестируют их • Отличия и недостатки электрокаров: Toyota Prirus III, Ford Fiesta, Holden SS Camandor      | Джимми Дьюри                    | 3 октября 2011       |